# Olga Wisinger-Florian
Olga Wisinger-Florian (Bécs, 1844. november 1. – Grafenegg, 1926. február 27.) osztrák impresszionista csendélet- és tájképfestő.

## Élete
Gyermekkorában rajzoktatásban részesült, de néhány év elteltével zongora tanulmányokba kezdett Julius Epstein irányítása mellett, aki  Gustav Mahler tanára volt. Zongoraművészként koncerteket adott, de a kezét ért betegség miatt 1873-ban abbahagyta a zenélést. Fia születése után 1875-ben a festészet felé fordult. 1880 és 1884 között Emil Jakob Schindlernél tanult, aki festőnövendékeivel tanulmányutakat tett Duino-Aurisinába vagy Břeclavba.
Képeivel a bécsi művészegyletben debütált 1881-ben, azután rendszeresen szerepelt festményeivel Bécsben, a Künstlerhaus éves kiállításain. 1883-tól műtermében vállalt tanítást, tanítványai közé nemesi származású leányok is tartoztak. Igyekezett kapcsolatot teremteni a társadalom felső rétegével, és ezek a gazdag és nemesi származású hölgyek, urak megvették festményeit. 1886-ban I. Ferenc József is megvásárolta egyik tájkép-tanulmányát a Künstlerhaus éves kiállításán. 1893-ban a chicagói világkiállításon érmet nyert, a párizsi világkiállításon pedig aranyérmet a Fehér rózsák festményével. Élete folyamán kiállított Münchenben, Berlinben, Prágában, Londonban és Párizsban. Barátság fűzte Bertha von Suttnerhez, akit elkísért a római és a berni békekongresszusra.

## Galéria

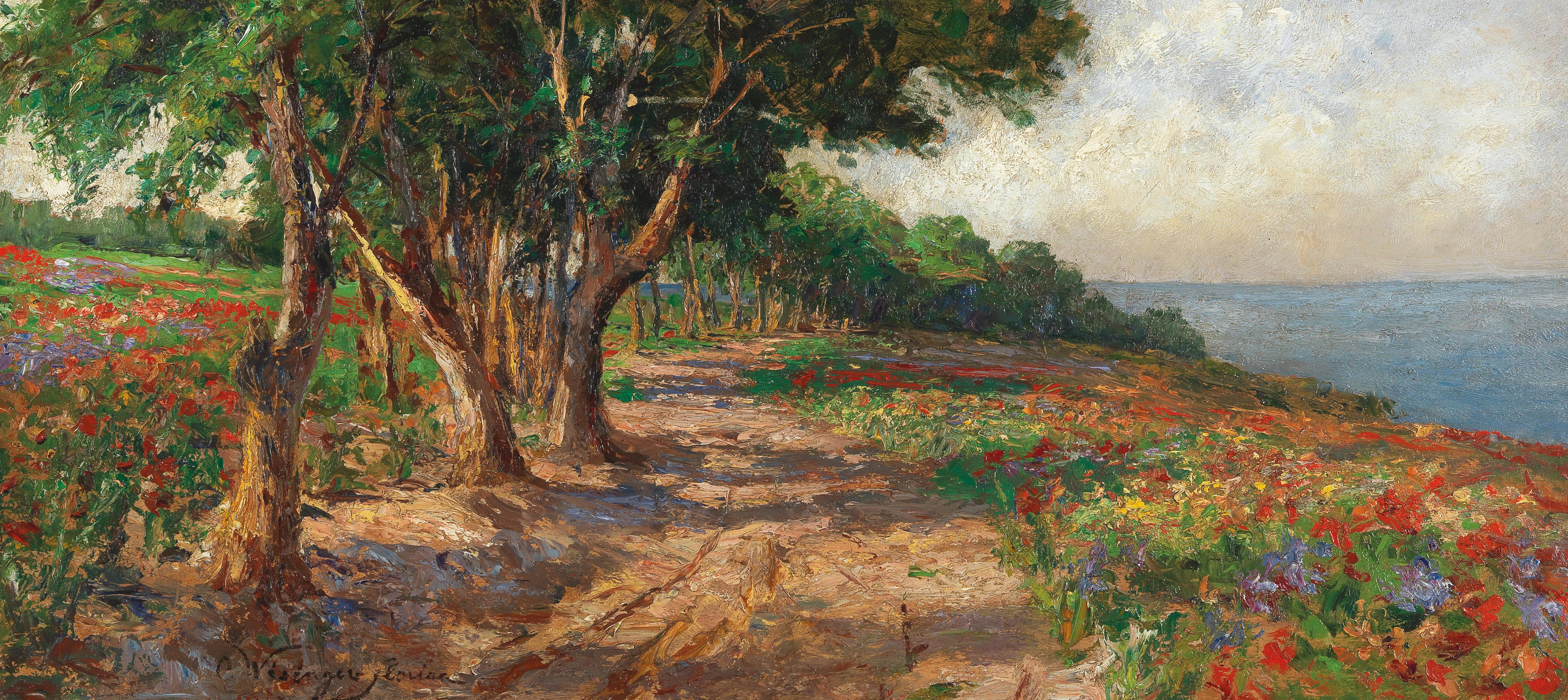
Séta Euxinogradban
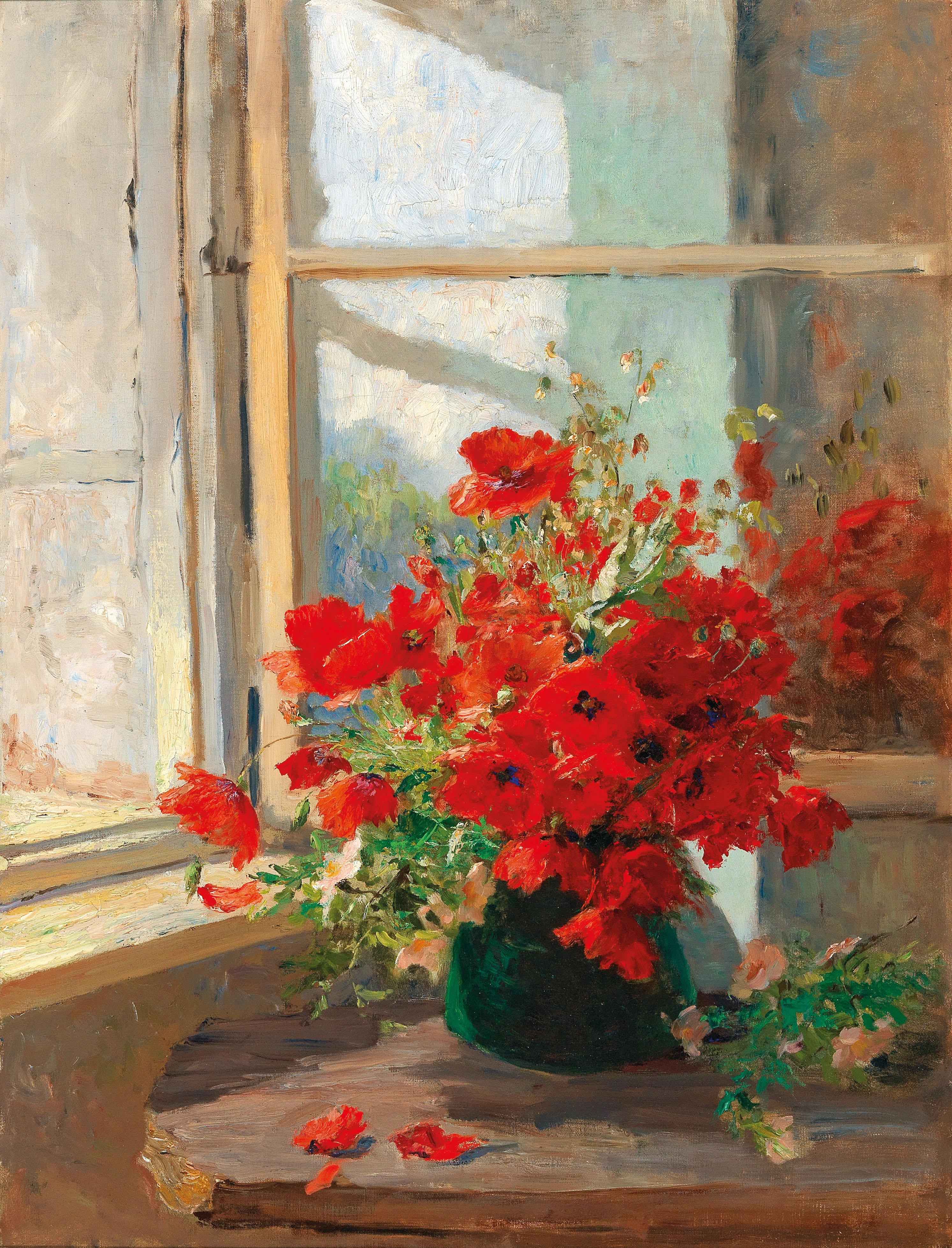
Pipacs csokor az ablak mellett
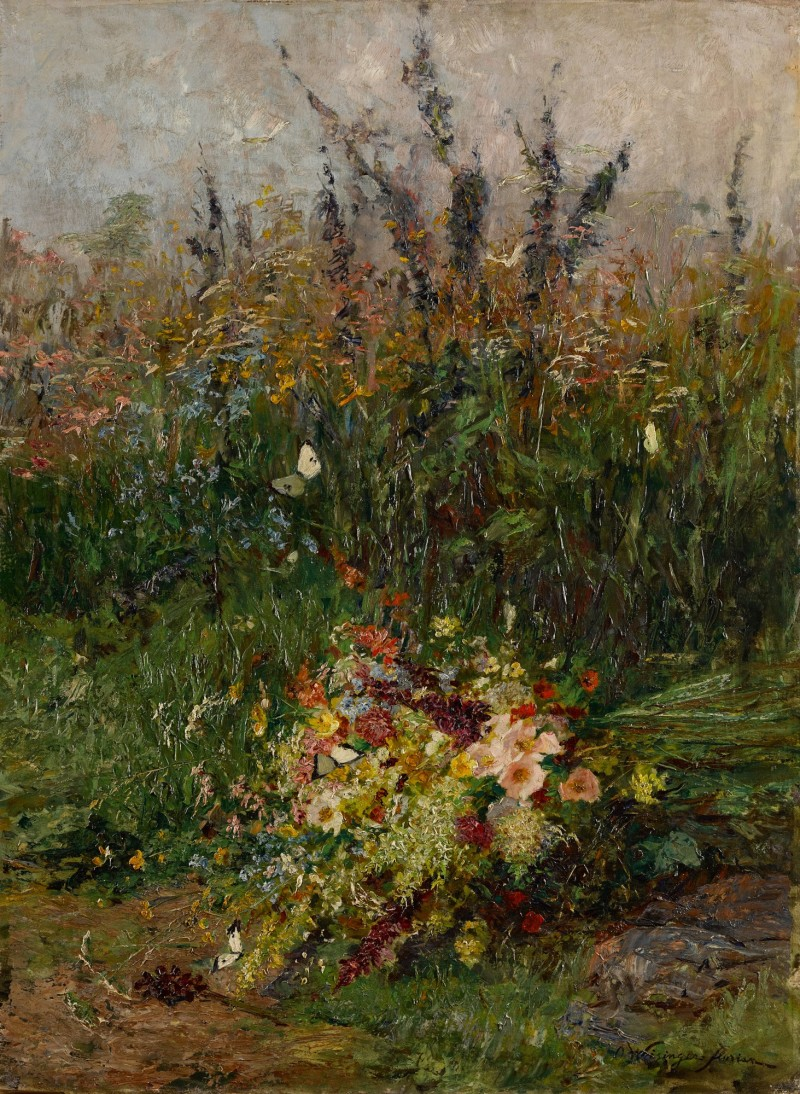
Nyári virágok a mezőn
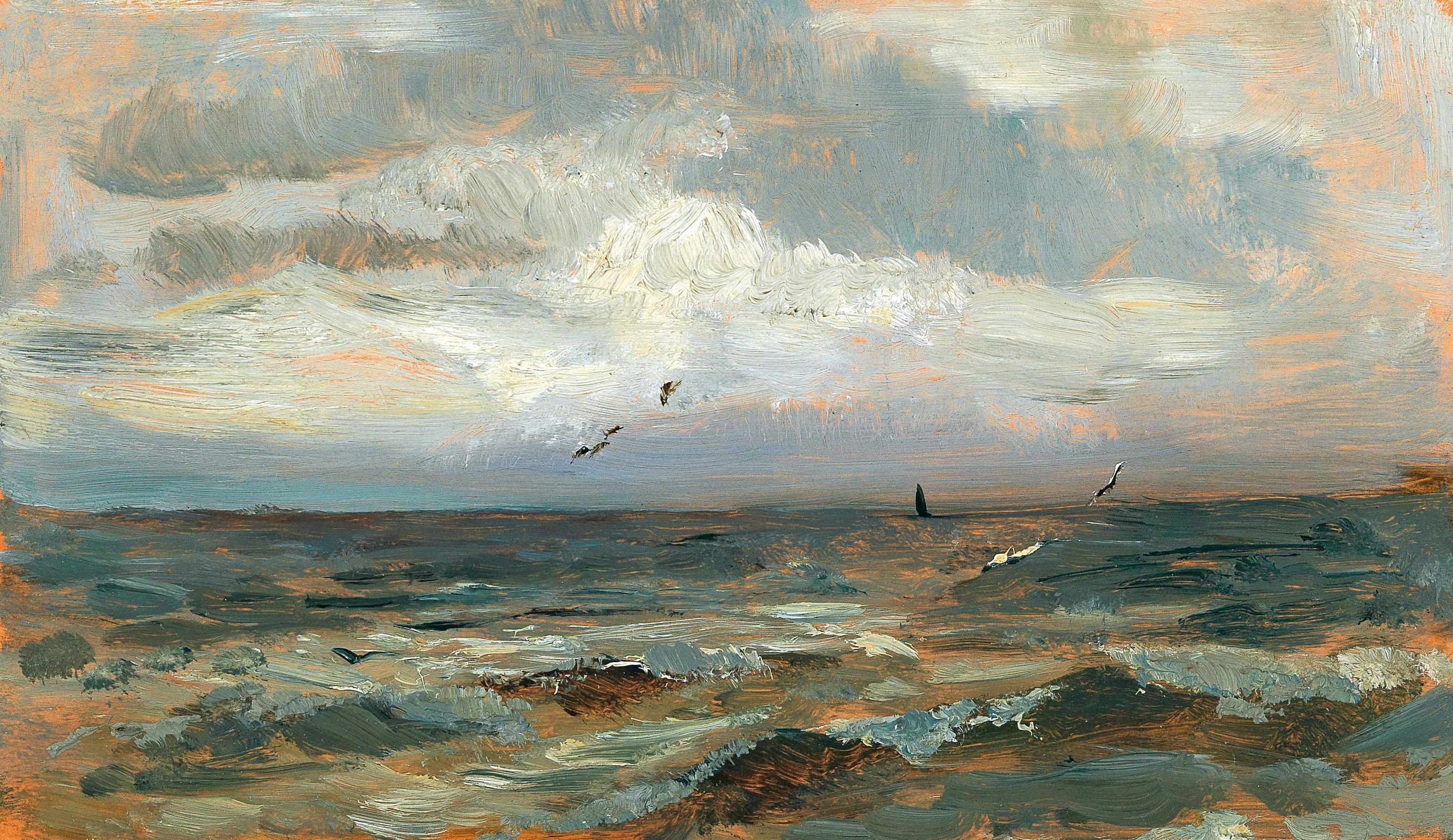
Az Északi-tenger partján